# Xylocopa truxali
Xylocopa truxali là một loài Hymenoptera trong họ Apidae. Loài này được Hurd & Moure mô tả khoa học năm 1963.